# All Progressives Congress
Het All Progressives Congress (Nederlands: Al-Progressieve Congres) is een van de twee dominerende politieke partijen in de Federale Republiek Nigeria. De partij heeft momenteel (2021) een meerderheid in zowel het Huis van Afgevaardigden als de Senaat. De voornaamste rivaal van het APC is de Peoples Democratic Party (PDP).

## Geschiedenis en gedachtegoed
Het APC ontstond in 2013 als fusie van verschillende politieke partijen:
1. het Action Congress of Nigeria (ACN) - een progressieve partij[3][6]
2. het Congress for Progressive Change (CPC) - een progressief-conservatieve partij[4];
3. de All Nigeria Peoples Party (ANPP) - een conservatieve partij.[7][4]

Daarnaast sloten delen van het All Progressives Grand Alliance (APGA), de Democratic People's Party (DPP) en de New Peoples Democratic Party (New PDP) zich bij het APC aan. De oprichters van de partij meenden dat een radicale verandering in het land noodzakelijk was en dat de hegemonie van de Peoples Democratic Party - aan de macht sinds 1999 - moest worden gebroken.
Politieke partijen in Nigeria zijn over het algemeen niet erg ideologisch en de verschillen tussen het APC en de PDP zijn verwaarloosbaar. Het APC geldt als iets progressiever dan de PDP, maar beide partijen zijn marktgeoriënteerd, cultureel conservatief en omarmen sommige aspecten van de sociaaldemocratie (de officiële ideologie). Het gebrek aan ideologie bij zowel het APC en de PDP zorgt ervoor dat politici nogal eens "switchen" tussen de twee partijen.
Bij de algemene verkiezingen van 2015 boekte het APC een overwinning op de PDP. De partij verkreeg 212 van de 360 zetels in het Huis van Afgevaardigden, 60 zetels in de Senaat en kandidaat Muhammadu Buhari won de presidentsverkiezingen door zittend president Goodluck Jonathan van de PDP te verslaan.
Bij de verkiezingen van 2019 werd Buhari als president herkozen en wist de partij haar zetelaantal in het Huis van Afgevaardigden uit te breiden naar 217 en in de Senaat naar 64.
In 20 van de 36 staten van Nigeria is het APC de grootste. De gouverneurs van de staten die behoren tot het APC hebben zich aaneengesloten in het Progressive Governors Forum.

## Presidenten van Nigeria namens het APC
| Presidenten van Nigeria namens de PDP | Presidenten van Nigeria namens de PDP | Presidenten van Nigeria namens de PDP |
| Afbeelding                            | Persoon                               | Periode                               |
| ------------------------------------- | ------------------------------------- | ------------------------------------- |
| Muhammadu Buhari                      | Muhammadu Buhari                      | 2015 - heden                          |

## Zetelverdeling
| Zetelverdeling Huis van Afgevaardigden | Zetelverdeling Huis van Afgevaardigden | Zetelverdeling Huis van Afgevaardigden | Zetelverdeling Huis van Afgevaardigden |
| jaar                                   | %                                      | zetels                                 | totaal                                 |
| -------------------------------------- | -------------------------------------- | -------------------------------------- | -------------------------------------- |
| 2015                                   | -                                      | 212                                    | 360                                    |
| 2019                                   | 47,38                                  | 217                                    | 360                                    |
| Zetelverdeling Senaat                  |                                        |                                        |                                        |
| jaar                                   | %                                      | zetels                                 | totaal                                 |
| 2015                                   | -                                      | 60                                     | 109                                    |
| 2019                                   | 48,31                                  | 64                                     | 109                                    |